# Ковбасюк, Андрей Дмитриевич
Андрей Дмитриевич Ковбасю́к (1922 — 17 мая 1959) — советский разведчик, участник Великой Отечественной войны. Полный кавалер ордена Славы.

## Биография
Происхождением из крестьянской семьи. В 1939 окончил семилетку. Работал в колхозе. С июля 1941 года сражался на фронтах Великой Отечественной войны.
Свой первый орден Славы 3 степени гвардии старший сержант А. Ковбасюк получил 31 октября 1944 года за то, что будучи помощником командира взвода 18-й отдельной гвардейской разведроты (2-я гвардейская стрелковая дивизия, 2-я гвардейская армия, 1-й Прибалтийский фронт)
в боях 5—7 октября 1944 в 6—7 км западнее и юго-западнее литовского города Кельме с группой бойцов истребил свыше 10 и пленил 12 вражеских солдат, подорвал бронетранспортёр, захватил 4 автомашины с военным имущество противника.
16—21 февраля 1945 года в составе разведроты (дивизия и армия те же, 3-й Белорусский фронт) юго-восточнее населённого пункта Цинтен (Восточная Пруссия (ныне пос. Корнево Багратионовского района Калининградской области России) с подчиненными гранатами и из автоматов вывел из строя БТР, 2 пулемета, уничтожил около 30 вражеских солдат, 6 взял в плен. 3 апреля 1945 был награждён орденом Славы 2 степени.
14—15 апреля 1945 года в районене населённого пункта Регенен (7 км юго-западнее города Нёйкурен, Восточная Пруссия (ныне город Пионерский Калининградской области России) Ковбасюк со взводом вступил в бой с отходящим противником. Разведчики уничтожили до взвода солдат, многих взяли в плен, захватили 3 автомашины, 2 пулемета, мотоцикл, 22 винтовки. За свой подвиг 29 июня 1945 награждён орденом Славы 1 степени.
В 1945 демобилизовался и вернулся в родное село, работал в колхозе.

## Награды
- Орден Славы 1 степени
- Орден Славы 2 степени
- Орден Славы 3 степени
- Орден Отечественной войны 1 степени
- Орден Отечественной войны 2 степени
- медали.